# Stazione di Cussorgia
La stazione di Cussorgia fu una fermata ferroviaria al servizio dell'omonima frazione di Calasetta, posta lungo la linea che collegava quest'ultimo centro con Siliqua.

## Storia

Treno delle FMS composto da automotrice ADe e rimorchiate RPe in sosta nella fermata nell'ultimo periodo di attività

La fermata fu istituita dalle Ferrovie Meridionali Sarde in corrispondenza della casa cantoniera numero trentasei della propria rete ferroviaria, ubicata nel borgo marittimo di Cussorgia. L'attivazione dell'impianto fu attuata nel 1930, seppur come fermata facoltativa. 
La vicinanza della fermata con la spiaggia di Cussorgia portò l'impianto nel corso degli anni a divenire meta di un discreto movimento di viaggiatori dai comuni sulcitani che, nel periodo estivo, si servivano dei treni delle FMS per raggiungere il centro balneare.
L'esercizio ferroviario nella fermata proseguì sino al 1º settembre 1974, data in cui la rete ferroviaria delle FMS fu chiusa e le relazioni rimpiazzate da autocorse sostitutive. L'impianto di Cussorgia fu quindi dismesso ed in seguito disarmato.

## Strutture e impianti

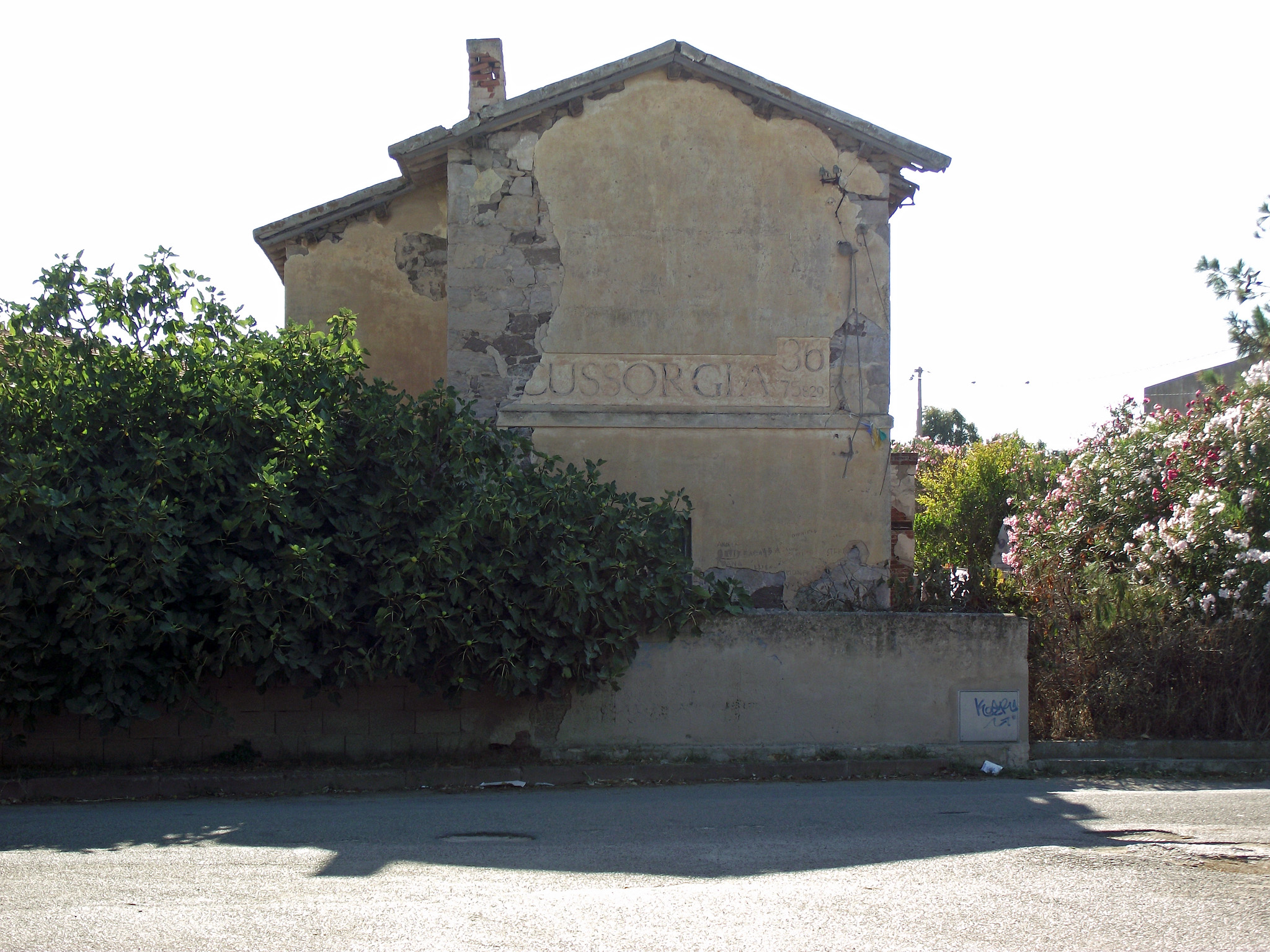
Il fabbricato viaggiatori visto in direzione Calasetta: il binario della linea ferroviaria era posto alla destra della costruzione

Dal 1974 la fermata non è più attiva e l'infrastruttura ferroviaria in essa presente è stata smantellata negli anni successivi.
Durante gli anni di attività la fermata a livello infrastrutturale era dotata del singolo binario di corsa a scartamento da 950 mm, affiancato da una banchina e dal fabbricato viaggiatori. Questo edificio, l'unica struttura rimasta dello scalo benché in una condizione di degrado, nacque come casa cantoniera e per questo presenta i canoni architettonici di questa tipologia di costruzioni delle FMS, con estensione su due piani con tetto a falde e tre aperture sul lato binari.

## Movimento
Nel periodo in cui fu attiva la fermata era servita dai treni passeggeri delle Ferrovie Meridionali Sarde.

## Servizi
L'impianto era dotato di una biglietteria.
- Biglietteria a sportello

## Interscambi

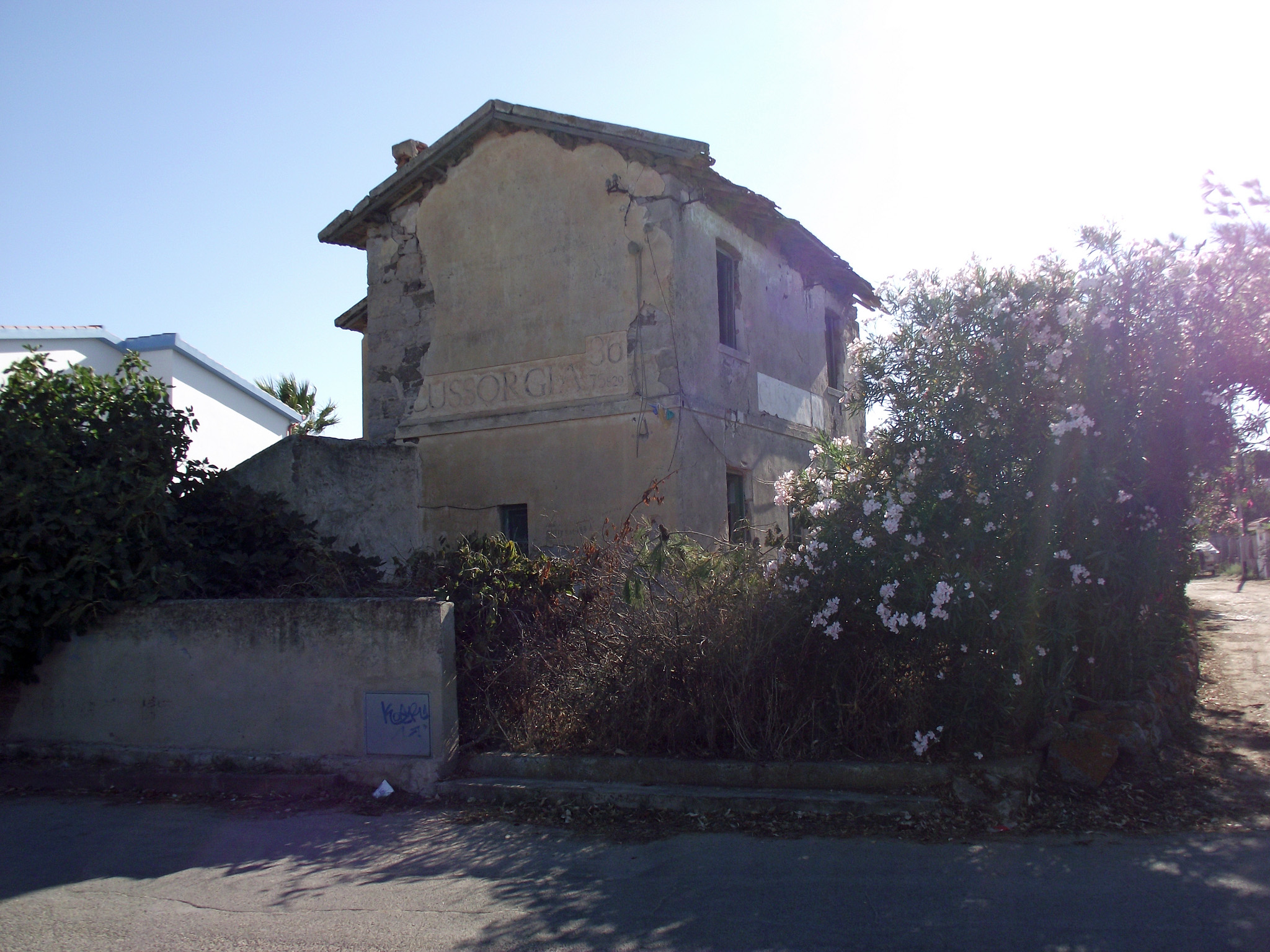
Dinanzi alla fermata era ed è ospitata una fermata delle autolinee interurbane, in passato gestite dalle stesse FMS

Nei pressi dell'impianto era presente una fermata delle autolinee interurbane delle FMS, attiva anche dopo la chiusura della ferrovia e dal 2008 utilizzata dall'ARST.
- Fermata autobus